# Elektrownia jądrowa Fukushima Nr 1
Elektrownia jądrowa Fukushima-Daiichi, Fukushima I (jap. (福島第一原子力発電所 Fukushima Dai-Ichi Genshiryoku Hatsudensho) – permanentnie wyłączona elektrownia jądrowa, składająca się z 6 reaktorów wodno-wrzących (BWR) o łącznej mocy zainstalowanej netto 4546 MWe, znajdująca się w miastach Ōkuma i Futaba w prefekturze Fukushima. W odległości około 11 km od tej Fukushimy I znajduje się elektrownia jądrowa Fukushima II.
Przed wyłączeniem była jedną z 15 największych pod względem mocy zainstalowanej elektrowni jądrowych świata. 11 marca 2011 uległa poważnemu uszkodzeniu w wyniku trzęsienia ziemi o magnitudzie 9,0-9,1 oraz następującej po nim fali tsunami. W wyniku niedostosowania falochronów do tej wysokości fal (15 metrów) zalaniu uległy generatory awaryjne, uniemożliwiając zasilenie pomp wody chłodzącej i w efekcie odprowadzenie ciepła powyłączeniowego reaktorów, co doprowadziło do stopienia rdzeni 3 reaktorów. Pozostałe reaktory nie uległy uszkodzeniu, jednak po awaryjnym wyłączeniu w wyniku trzęsienia ziemi nie zostały przywrócone do eksploatacji w wyniku decyzji politycznej. Nie było ofiar śmiertelnych w wyniku ekspozycji na promieniowanie, natomiast panika i ewakuacja były przyczyną przedwczesnej śmierci co najmniej 34 osób.
Elektrownia należy do Tokyo Electric Power Company (TEPCO). Budowa rozpoczęła się w 1967 r., natomiast uruchomienie reaktorów następowało w latach 1971-1979. Pierwotnie obiekt miał składać się z sześciu reaktorów typu BWR oraz dwóch typu ABWR (Advanced BWR), które w momencie katastrofy były w trakcie budowy i miały zacząć pracę w 2013 i 2014. Ze względu na decyzję o wyłączeniu elektrowni budowę przerwano.

## Dane na temat reaktorów[5]
| Reaktor                                | Typ   | Data pierwszego stanu krytycznego | Data przekazania do eksploatacji | Moc elektryczna brutto | Moc elektryczna netto | Moc cieplna | Data permanentnego wyłączenia | Dostawca reaktora | Architektura | Konstrukcja |
| -------------------------------------- | ----- | --------------------------------- | -------------------------------- | ---------------------- | --------------------- | ----------- | ----------------------------- | ----------------- | ------------ | ----------- |
| Fukushima-Daiichi-1 (zamknięty)        | BWR-3 | 10.10.1970                        | 26.03.1971                       | 460 MW                 | 439 MW                | 1380 MW     | 19.05.2011                    | General Electric  | Ebasco       | Kajima      |
| Fukushima-Daiichi-2 (zamknięty)        | BWR-4 | 10.05.1973                        | 18.07.1974                       | 784 MW                 | 760 MW                | 2381 MW     | 19.05.2011                    | General Electric  | Ebasco       | Kajima      |
| Fukushima-Daiichi-3 (zamknięty)        | BWR-4 | 06.09.1974                        | 27.03.1976                       | 784 MW                 | 760 MW                | 2381 MW     | 19.05.2011                    | Toshiba           | Toshiba      | Kajima      |
| Fukushima-Daiichi-4 (zamknięty)        | BWR-4 | 28.01.1978                        | 12.10.1978                       | 784 MW                 | 760 MW                | 2381 MW     | 19.05.2011                    | Hitachi           | Hitachi      | Kajima      |
| Fukushima-Daiichi-5 (zamknięty)        | BWR-4 | 26.08.1977                        | 18.04.1978                       | 784 MW                 | 760 MW                | 2381 MW     | 17.12.2013                    | Toshiba           | Toshiba      | Kajima      |
| Fukushima-Daiichi-6 (zamknięty)        | BWR-5 | 09.03.1979                        | 24.10.1979                       | 1100 MW                | 1067 MW               | 3293 MW     | 17.12.2013                    | General Electric  | Ebasco       | Kajima      |
| Fukushima-Daiichi-7 (budowa przerwana) | ABWR  | 10.2016 (planowana)               |                                  |                        | 1380 MW               |             |                               |                   |              |             |
| Fukushima-Daiichi-8 (budowa przerwana) | ABWR  | 10.2017 (planowana)               |                                  |                        | 1380 MW               |             |                               |                   |              |             |

## Trzęsienie ziemi w 2011 roku

Animowany schemat elektrowni z reaktorem wodnym wrzącym (Boiling Water Reactor)

Na skutek trzęsienia ziemi u wybrzeży Honsiu w marcu 2011 w elektrowni doszło do serii wypadków jądrowych. Natychmiast po awarii ewakuowano mieszkańców przyległego obszaru. Bezpośrednio po trzęsieniu do wycieku nie doszło, jednak nastąpiły awarie systemów, trudne do opanowania z powodu problemów z awaryjnym dostarczaniem energii elektrycznej, brakiem wystarczająco dużych zapasów chłodziwa oraz trudności z jego transportem.